# 오스트리아 핸드볼 국가대표팀

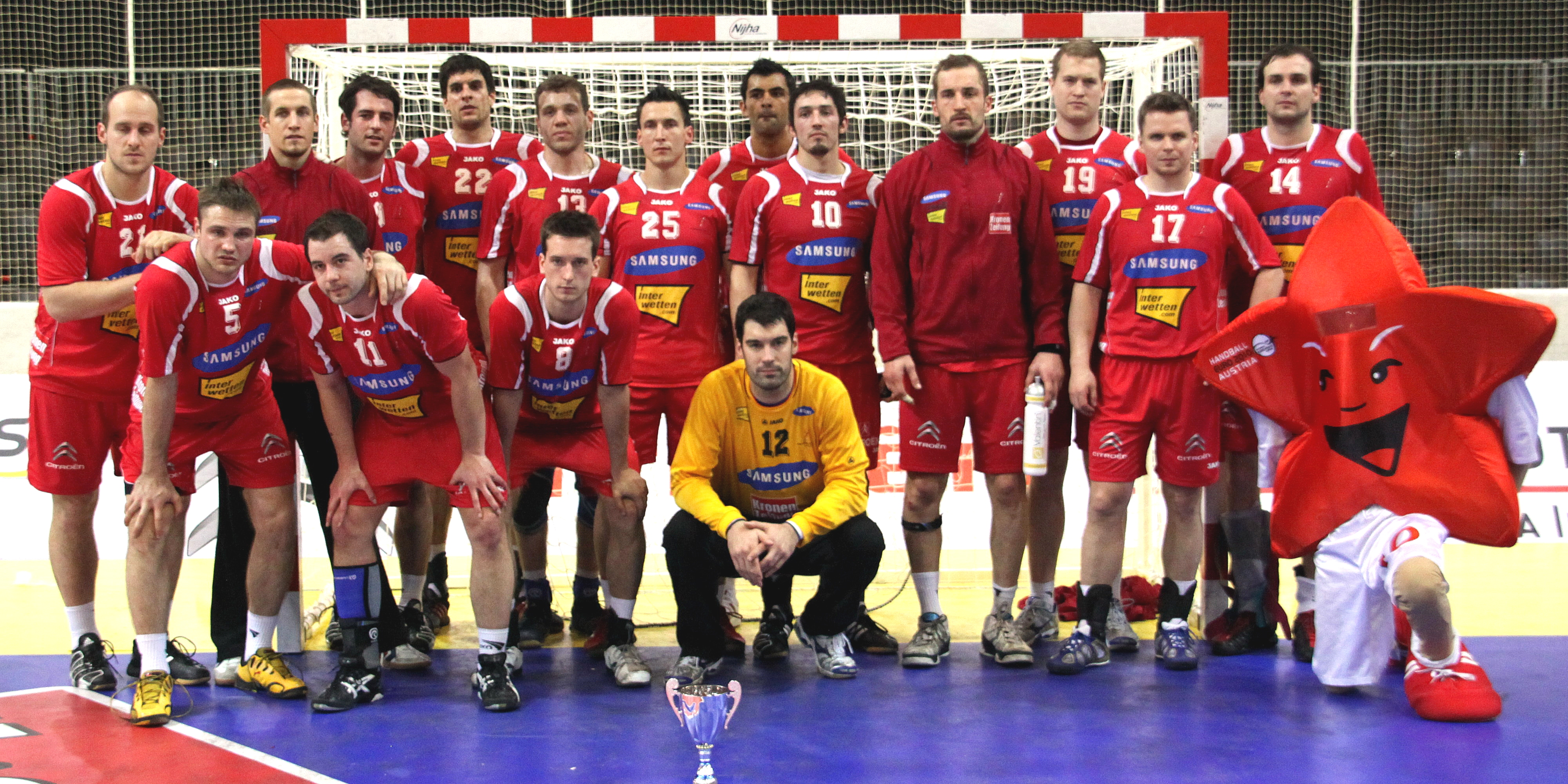

오스트리아 핸드볼 국가대표팀(독일어: Österreichische Handballnationalmannschaft)은 오스트리아를 대표하여 국제 경기에 참가하는 핸드볼 국가대표팀이며, 오스트리아 핸드볼 연맹이 운영하고 있다.